# Poldark (Fernsehserie, 1975)
Poldark ist eine 29-teilige britische Fernsehserie der BBC. Es handelt sich um eine Adaption der Poldark-Romanreihe von Winston Graham.

## Handlung
Nachdem er im Amerikanischen Unabhängigkeitskrieg gekämpft hat, kehrt der britische Soldat Ross Poldark nach Cornwall zurück. Sehnsüchtig hofft er, seine große Liebe Elizabeth wieder sehen zu können. Jedoch wurde er bereits für tot erklärt, und Elizabeth ist inzwischen mit seinem Cousin verlobt. Außerdem erfährt Ross Poldark, dass sein Vater verstorben und sein Besitz halb verfallen ist. Trotz all dieser Umstände möchte Ross Poldark in Cornwall bleiben und sein Land wieder in Ordnung bringen. Da er eine Küchenhilfe braucht, stellt er Demelza Carne ein, stößt aber im Dorf auf einige Widerstände.

## Hintergrund
Die Hauptrolle des Ross Poldark übernahm Robin Ellis. Angharad Rees spielt Demelza und Jill Townsend stellte Elizabeth dar. Poldark wurde von 1975 bis 1977 in Erstausstrahlung auf BBC One gezeigt. Damals schalteten 15 Millionen Zuschauer die Serie ein. In Cornwall war die Serie so beliebt, dass die Kirchen ihre Abendandachten verlegten.
Jedoch war der Autor der Romane Winston Graham nur wenig von der Serie begeistert. Besonders gegenüber der Fernsehfigur der Demelza hatte er Einwände. Er empfand diese als zu schlampig (engl. too slutty). So versuchte er die Ausstrahlung der Serie zu stoppen, hatte jedoch keinen redaktionellen Einfluss auf die Serie. Erst in der zweiten Staffel konnte er redaktionell an der Serie mitwirken.
Sieben Romane aus der zwölfteiligen Poldark-Romanreihe wurden verfilmt. Insgesamt hatte Poldark 29 Folgen in zwei Staffeln und wurde an 40 verschiedene Länder verkauft.
Im Jahr 2015 wurden die Bücher, auf der die Fernsehserie beruht, erneut verfilmt. In der gleichnamigen Neuverfilmung hat Hauptdarsteller Robin Ellis eine Gastrolle als Richter Reverend Halse.

## Besetzung
| Rolle               | Schauspieler/in     |
| ------------------- | ------------------- |
| Ross Poldark        | Robin Ellis         |
| Demelza             | Angharad Rees       |
| Elizabeth Chenoweth | Jill Townsend       |
| Francis Poldark     | Clive Francis       |
| Verity Poldark      | Norma Streader      |
| George Warleggan    | Ralph Bates         |
| Charles Poldark     | Frank Middlemass    |
| Jud                 | Paul Curran         |
| Prudie              | Mary Wimbush        |
| Caroline            | Judy Geeson         |
| Reverend Whitworth  | Christopher Biggins |
| Nicholas Warleggan  | Nicholas Selby      |
| Jacka Hoblyn        | David Garfield      |